# Värdeabsolutism
Värdeabsolutism är en filosofisk ståndpunkt som menar att det finns universella värden samt att dessa värdena är fasta och oföränderliga. Detta begrepp innebär också att man kan säga att ett samhälle är mer moraliskt än ett annat. Det har använts av kolonialmakter för att rättfärdiga kulturchauvinism, brott mot mänskligheten och motstånd mot självstyre. Motsatsen är värderelativism.
Ett exempel på värdeabsolutism kan vara idén om kvinnors och mäns lika rättigheter. En värderelativist skulle kunna påstå att denna idé är produkten av åratal av kamp, och att avsaknaden av denna tillämpning av rättigheter i större delen av mänsklighetens historia stödjer att värden inte är absoluta, medan en värdeabsolutist skulle kunna argumentera att kvinnor historiskt hade lika stor rätt att leva sina liv i frihet som dagens människor för att rättigheterna är universella - obundna till kultur, tid och rum. 